# Blandain
Blandain is een dorp in de Belgische provincie Henegouwen en een deelgemeente van de stad Doornik. Het dorpje ligt in het westen van de fusiegemeente Doornik, tegen de Franse grens. Blandain was een zelfstandige gemeente tot aan de gemeentelijke herindeling van 1977.

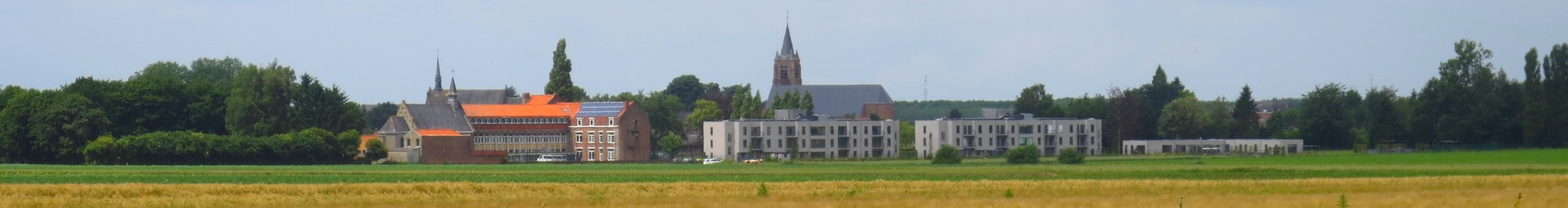
Blandain met in het midden de Sint-Eleutheriuskerk

## Bezienswaardigheden
- De Sint-Eleutheriuskerk (Église Saint-Éleuthère) is een classicistisch kerkgebouw uit de late 18e eeuw, met een toren van 1542. De kerk bestaat voornamelijk uit baksteen met speklagen van natuursteen. In de kerk vindt men een gisant van Eleutherius van Doornik. Deze zou in de 5e eeuw in Blandain geboren zijn.
- Op de gemeentelijke begraafplaats van Blandain bevindt zich een perk met graven van Belgische oud-strijders en krijgsgevangenen uit beide wereldoorlogen. Er bevindt zich ook een Brits oorlogsgraf.

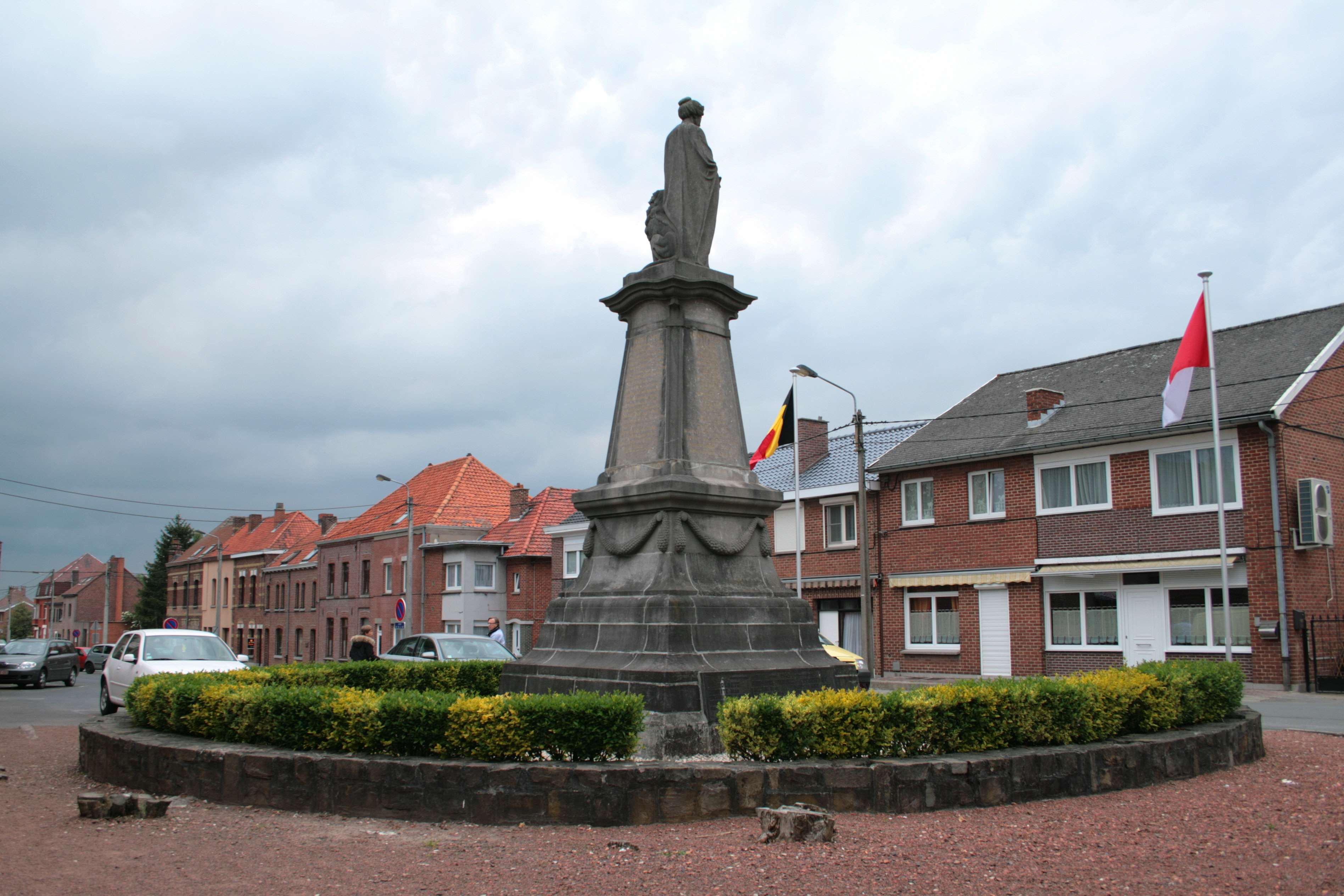
Place de Blandain
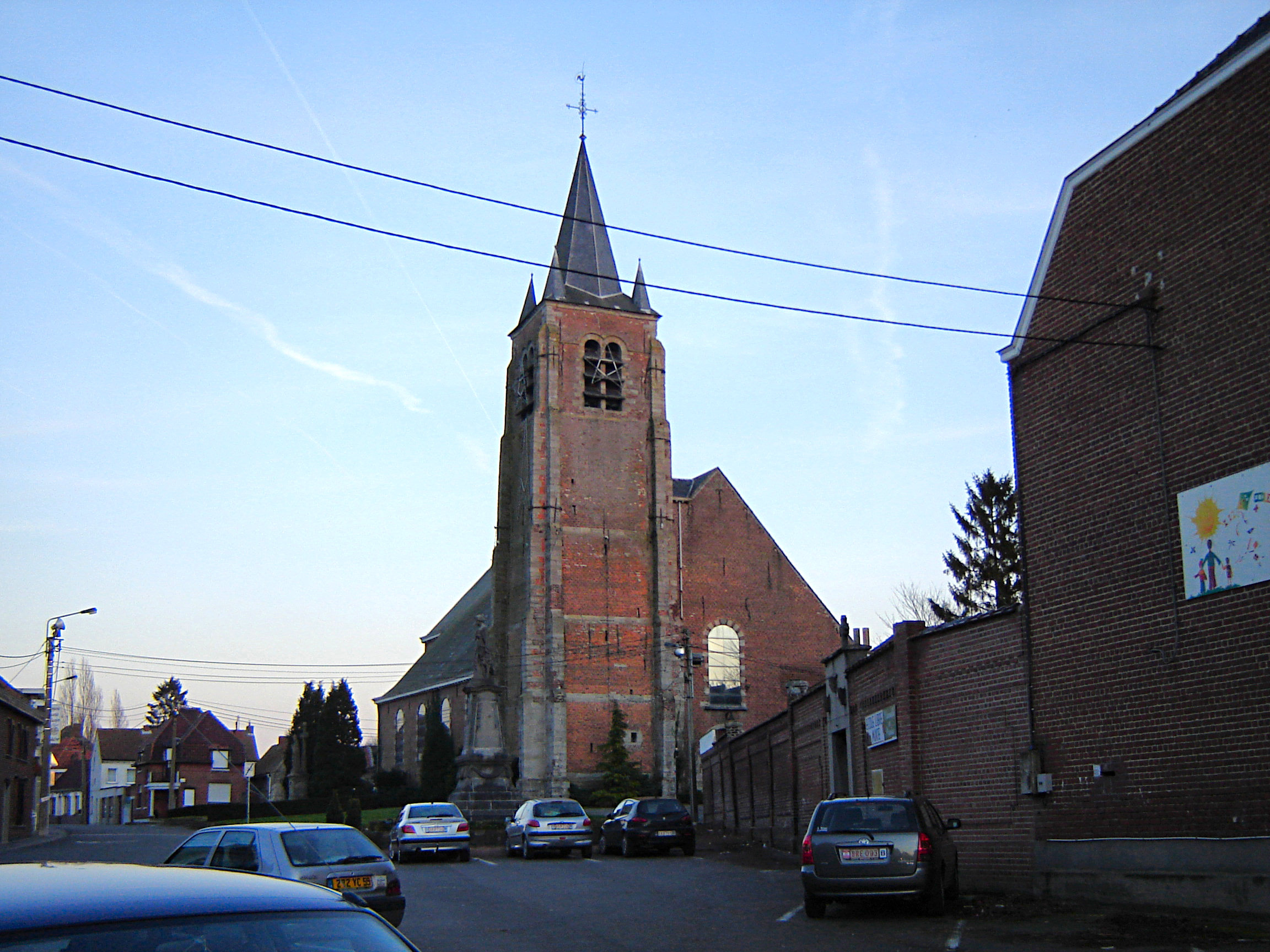
Sint-Eleutheriuskerk

## Demografische ontwikkeling
- Bronnen:NIS, Opm:1831 tot en met 1970=volkstellingen

## Politiek
Blandain had een eigen gemeentebestuur en burgemeester tot de fusie van 1977. 

### Burgemeesters
| Tijdspanne | Tijdspanne  | Burgemeester          |
| ---------- | ----------- | --------------------- |
|            | 1805 - 1807 | Delepaut              |
|            | 1808 - 1817 | Delespant             |
|            | ...         |                       |
|            | 1819 - 1822 | Lepant                |
|            | 1822 - 1842 | Antoine Marissal      |
|            | 1843 - 1846 | François Delepaut     |
|            | 1846 - 1863 | Romain Delepaut       |
|            | ...         |                       |
|            | 1891 - 1912 | Charles Dumortier     |
|            | 1913 - 1940 | Edmond Richard        |
|            | 1941 - 1944 | Marcel Nackart        |
|            | 1944 - 1947 | Jean Fournier         |
|            | 1947 - 1953 | Louis Vanderstichelen |
|            | 1953 - 1964 | Oger Delvinquiere     |
|            | 1965 - 1966 | Fernand Millet        |
|            | 1967 - 1970 | Gaston Crowin         |
|            | 1971 - 1974 | Robert Mestdagh       |
|            | 1974 - 1977 | Oger Delvinquiere     |

## Verkeer en vervoer
Het dorp ligt langs de autosnelweg A17/E403 en de spoorlijn van Doornik-stad naar het Franse Rijsel.

## Nabijgelegen kernen
Templeuve, Hertain, Willems, Froyennes
Deelgemeenten: Barry · Beclers · Blandain · Chercq · Doornik · Ere · Esplechin · Froidmont · Froyennes · Gaurain-Ramecroix · Havinnes · Hertain · Kain · Lamain · Marquain · Maulde · Melles · Mont-Saint-Aubert · Mourcourt · Orcq · Quartes · Ramegnies-Chin · Rumillies · Saint-Maur · Templeuve · Thimougies · Vaulx · Vezon · Warchin · Willemeau

Overige plaatsen: Bourgambray · Crotière · Gaurain · La Louvière · Ligny · Ramecroix

Belgische gemeenten · Arrondissement Bergen · Henegouwen · Wallonië